# Chestermanite
La chestermanite è un minerale.